# ظبية (السدة)

تعديل مصدري - تعديل

ظبية محلة تابعة لقرية ظبية، التابعة لعزلة الاعماس بمديرية السدة إحدى مديريات محافظة إب في الجمهورية اليمنية.، بلغ تعداد سكانها 98 حسب تعداد اليمن لعام 2004.